# Igor Correa Luna
Pour les articles homonymes, voir Correa (homonymie) et Luna.
Igor Correa Luna (né le 12 décembre 1919 en Uruguay à Montevideo et mort à Paris le 12 octobre 2000) est un judoka et professeur d'art martial.

## Biographie
Né d'un père uruguayen violoncelliste et chef d'orchestre, et d'une mère française restauratrice, il a émigré en France à l'âge de huit ans.
Dès 1943, Igor Correa a appris le judo. Il devient professeur de judo puis Responsable Technique de plusieurs dojos.
Igor Correa est 2e dan en 1954 au moment de la parution du livre "Les Fondements du Judo" d'Yves Klein, premier 4eme dan français du Kōdōkan (il se tournera ensuite vers l'art et son « Aventure monochrome »), un traité sur les 6 Katas du judo. Igor Correa aide à la rédaction du livre et joue le rôle d'Uke dans la réalisation du jū no kata,,
Igor Correa participe aux plus hautes instances du Judo français, au premier rang desquelles le Collège des ceintures noires.
Il a formé de nombreux Judokas pour le diplôme d'état de professeur de Judo qui ont ensuite pris en charge des clubs dans toute la France.
Igor Correa était ami avec Tokio Hirano qui  venait régulièrement encadrer des stages en France et passait aussi au Judo Club du Marais.
De 1965 à 1971 il participe à la direction de la FNJT (Fédération Nationale de Judo Traditionnel): Président Jean-Lucien Jazarin, Trésorier Igor Correa, Directeur technique Haku Michigami Shi-Han. La FNJT disparaît au moment de la réunification au sein de la FFJDA.
En désaccord sur l'évolution du Judo vers un sport de compétition basé sur l'opposition et la force physique, il fonde et enseigne le Ju No Michi, soit le judo originel. Il en a atteint le grade de 8e dan. Il a été directeur technique de 1974 à 2000 de la Fédération France Autonome de Ju No Michi (FFAJ).
Après près de 60 ans de pratique et de diffusion de l'art fondé par Jigorō Kanō, Igor Correa est décédé à son domicile parisien le 12 octobre 2000.
À la suite d'une série d'entretiens se déroulant entre le 23 juin et le 28 septembre 2000, un livre a été publié, 'L’origine du judo'. Il contient un historique de la pratique d'Igor Correa, il explique les principes qui forment la base du Ju No Michi (comme la non-opposition, le contrôle, l'esquive, la décision) et aborde quelques éléments de pratique (la notion de dojo, de kata…),.
Le junomichi implique une prise de distance par rapport à l'aspect compétitif mis en avant par les fédérations nationales et fédération internationale de judo.

## Judo Club du Marais
Mr Correa a, en plus de ses fonctions de directeur technique dans de nombreux clubs en France et à l'étranger, de l'encadrement de stages tels Saint-Brevin-les-Pins, Bussang, La Bresse, Compains, Alicante,..., a continué à pratiquer et enseigner dans son club, le "Judo Club du Marais" depuis 1966au 15 Rue Beautreillis, Paris 4eme.
Dans son atelier attenant au Dojo, les Kimonos(ou Judogi) de sa marque "Samouraï" étaient fabriqués de manière artisanale.

### Vidéo
- Vidéo de Mr Correa en Espagne au début des années 1980